# فهرست فضانوردان
فهرستی از نام فضانوردان به ترتیب حروف الفبای انگلیسی:a

## A
- انوشه انصاری — سایوز تی‌ام‌ای-۹
- جوزف ام. آکابا — اس‌تی‌اس-۱۱۹, Soyuz TMA-04M
- لورن آکتون — اس‌تی‌اس-۵۱-اف
- مایکل جی آدامز (۱۹۳۰–۱۹۶۷) — نورث امریکن ایکس-۱۵
- جیمز سی آدامسن — اس‌تی‌اس-۲۸, اس‌تی‌اس-۴۳
- ویکتور میخائیلوویچ آفاناسیف — Soyuz TM-11, Soyuz TM-18, Soyuz TM-29, Soyuz TM-33/32
- تامس اکرز — اس‌تی‌اس-۴۱, اس‌تی‌اس-۴۹, اس‌تی‌اس-۶۱, اس‌تی‌اس-۷۹
- ولادیمیر آکسیونوف — Soyuz 22, Soyuz T-2
- باز آلدرین (formerly Edwin A. Aldrin) — جمینای ۱۲, آپولو ۱۱
- الکساندر پانایوتف الکساندرف — Soyuz TM-5
- الکساندر پاولویچ الکساندرف — Soyuz T-9, Soyuz TM-3
- اندرو ام‌الن — اس‌تی‌اس-۴۶, اس‌تی‌اس-۶۲, اس‌تی‌اس-۷۵
- جوزف پی الن — اس‌تی‌اس-۵, اس‌تی‌اس-۵۱-ای
- اسکات آلتمن — اس‌تی‌اس-۹۰, اس‌تی‌اس-۱۰۶, اس‌تی‌اس-۱۰۹, اس‌تی‌اس-۱۲۵
- ویلیام آندرس — آپولو ۸
- کلایتون اندرسون — اس‌تی‌اس-۱۱۷/اس‌تی‌اس-۱۲۰, اس‌تی‌اس-۱۳۱
- مایکل پی. اندرسون, (۱۹۵۹–۲۰۰۳) — اس‌تی‌اس-۸۹, اس‌تی‌اس-۱۰۷. Died in the Space Shuttle Columbia in 2003.

  - (Claudie André-Deshays – see فهرست فضانوردان)
- دومینیک ای. آنتونلی — اس‌تی‌اس-۱۱۹, اس‌تی‌اس-۱۳۲
- جروم اپت — اس‌تی‌اس-۳۷, اس‌تی‌اس-۴۷, STS-59, اس‌تی‌اس-۷۹
- لی آرچامبولت — اس‌تی‌اس-۱۱۷, اس‌تی‌اس-۱۱۹
- نیل آرمسترانگ (۱۹۳۰–۲۰۱۲) — جمینای ۸, آپولو ۱۱. First person to walk on the Moon.[۱][۲]
- ریچارد آر. آرنولد — اس‌تی‌اس-۱۱۹
- آناتولی آرتسبارسکی — Soyuz TM-12

```
— 
کاپل کان فرانس-۱۵
```

- یوری آرتوکین (۱۹۳۰–۱۹۹۸) — Soyuz 14
- جفری اشبی — اس‌تی‌اس-۹۳, اس‌تی‌اس-۱۰۰, اس‌تی‌اس-۱۱۲
- اولگ آتکوف — سایوز تی-۱۰/11
- توکتار آوباکیروف — Soyuz TM-13/12
- سرگئی آودیف — Soyuz TM-15, Soyuz TM-22

## B
- جیمز پی بیگین, M.D. — اس‌تی‌اس-۲۹, اس‌تی‌اس-۴۰
- الن اس بیکر, M.D. — اس‌تی‌اس-۳۴, اس‌تی‌اس-۵۰, اس‌تی‌اس-۷۱
- مایکل ای بیکر — اس‌تی‌اس-۴۳, اس‌تی‌اس-۵۲, اس‌تی‌اس-۶۸, اس‌تی‌اس-۸۱
- الکساندر نیکولایویچ بالاندین — Soyuz TM-9
- مایکل بارت (فضانورد), M.D. — Soyuz TMA-14, اس‌تی‌اس-۱۳۳
- دنیل تی بری — اس‌تی‌اس-۷۲, اس‌تی‌اس-۹۶, اس‌تی‌اس-۱۰۵
- جان-دیوید اف بارتو — اس‌تی‌اس-۵۱-اف
- چارلز باست (۱۹۳۱–۱۹۶۶) — No flights. Originally assigned to جمینای ۹-آ.
- یوری باتورین — Soyuz TM-28/27, Soyuz TM-32/31
- پاتریک بودری — اس‌تی‌اس-۵۱-گ
- آلن بین — آپولو ۱۲, Skylab 3
- روبرت ال. بهنکن — اس‌تی‌اس-۱۲۳, اس‌تی‌اس-۱۳۰
- ایوان بلا — Soyuz TM-29/28
- پاول بلیایف (۱۹۲۵–۱۹۷۰) — وسخود-۲
- گئورگی برگوی (۱۹۲۱–۱۹۹۵) — سایوز-۳
- آناتولی برزووی (۱۹۴۲—۲۰۱۴) — Soyuz T-5/7
- برایان بینی — SpaceShipOne flight 17P
- جان ئی بلاها — اس‌تی‌اس-۲۹, اس‌تی‌اس-۳۳, اس‌تی‌اس-۴۳, STS-58, اس‌تی‌اس-۷۹/اس‌تی‌اس-۸۱
- مایکل جی بلومفیلد — اس‌تی‌اس-۸۶, اس‌تی‌اس-۹۷, اس‌تی‌اس-۱۱۰
- گویون بلوفورد — اس‌تی‌اس-۸, اس‌تی‌اس-۶۱-ای, اس‌تی‌اس-۳۹, STS-53
- کارول جی بوبکو — اس‌تی‌اس-۶, اس‌تی‌اس-۵۱-دی, اس‌تی‌اس-۵۱-جی
- اریک بو — اس‌تی‌اس-۱۲۶, اس‌تی‌اس-۱۳۳
- چارلز بولدن— اس‌تی‌اس-۶۱-سی, اس‌تی‌اس-۳۱, STS-45, اس‌تی‌اس-۶۰
- روبرتا بوندار, M.D. — اس‌تی‌اس-۴۲
- والنتین بوندرنکو (1937–1961) - no flights. Died in fire while training in pure oxygen (three weeks before Gagarin's flight).
- آندری بوریسنکو — Soyuz TMA-21
- فرانک بورمن — جمینای ۷, آپولو ۸
- استیون بوون (فضانورد) — اس‌تی‌اس-۱۲۶, اس‌تی‌اس-۱۳۲, اس‌تی‌اس-۱۳۳
- کن باورساکس — اس‌تی‌اس-۵۰, اس‌تی‌اس-۶۱, اس‌تی‌اس-۷۳, اس‌تی‌اس-۸۲, اس‌تی‌اس-۱۱۳/Soyuz TMA-1
- چارلز ئی بردی جونیور, M.D. (1951–2006) — اس‌تی‌اس-۷۸
- ونس براند — پروژه آزمایشی آپولو–سایوز, اس‌تی‌اس-۵, اس‌تی‌اس-۴۱-بی, اس‌تی‌اس-۳۵
- دنیل براندنشتاین — اس‌تی‌اس-۸, اس‌تی‌اس-۵۱-گ, اس‌تی‌اس-۳۲, اس‌تی‌اس-۴۹
- رونالدوف برسنیک – اس‌تی‌اس-۱۲۹
- روی دی بریج جونیور — اس‌تی‌اس-۵۱-اف
- کرتیس براون — اس‌تی‌اس-۴۷, اس‌تی‌اس-۶۶, اس‌تی‌اس-۷۷, اس‌تی‌اس-۸۵, اس‌تی‌اس-۹۵, اس‌تی‌اس-۱۰۳
- دیوید ام. براون (۱۹۵۶–۲۰۰۳) — اس‌تی‌اس-۱۰۷. Died on the Columbia
- مارک ان براون — اس‌تی‌اس-۲۸, اس‌تی‌اس-۴۸
- جیمز بچلی — اس‌تی‌اس-۵۱-سی, اس‌تی‌اس-۶۱-ای, اس‌تی‌اس-۲۹, اس‌تی‌اس-۴۸
- جی سی باکی, M.D. — اس‌تی‌اس-۹۰
- نیکولای بودارین — اس‌تی‌اس-۷۱/Soyuz TM-21, Soyuz TM-27, اس‌تی‌اس-۱۱۳/Soyuz TMA-1
- جان اس. بول (۱۹۳۴–۲۰۰۸) — No flights.
- دنیل سی بربنک — اس‌تی‌اس-۱۰۶, اس‌تی‌اس-۱۱۵, Soyuz TMA-22
- دنیل دبلیو بورش — STS-51, اس‌تی‌اس-۶۸, اس‌تی‌اس-۷۷, اس‌تی‌اس-۱۰۸/اس‌تی‌اس-۱۱۱
- والری بایکوفسکی — وستوک ۵, Soyuz 22, Soyuz 31/29

## C
- رابرت دی کابانا — اس‌تی‌اس-۴۱, STS-53, STS-65, اس‌تی‌اس-۸۸
- یون کچل, M.D. — No flights.
- فرناندو کالدیرو (۱۹۵۸–۲۰۰۹) — No flights.
- چالرز کاماردا — اس‌تی‌اس-۱۱۴
- کنت دی کمرون — اس‌تی‌اس-۳۷, STS-56, اس‌تی‌اس-۷۴
- دوین جی کری — اس‌تی‌اس-۱۰۹
- اسکات کارپنتر (۱۹۲۵-۲۰۱۳) — Mercury 7[۳]
- جرالد پی کار — Skylab 4
- سونی کارتر, M.D. (1947–1991) — اس‌تی‌اس-۳۳
- جان کاسپر — اس‌تی‌اس-۳۶, STS-54, اس‌تی‌اس-۶۲, اس‌تی‌اس-۷۷
- کریستوفر کاسیدی — اس‌تی‌اس-۱۲۷
- رابرت جی سنکر — اس‌تی‌اس-۶۱-سی
- یوجین سرنان — جمینای ۹-آ, آپولو ۱۰, آپولو ۱۷
- راجر بی. چافی (1935–1967), died in the fire in آپولو ۱.
- گرگوری چامیتوف — اس‌تی‌اس-۱۲۴/اس‌تی‌اس-۱۲۶, اس‌تی‌اس-۱۳۴
- فرانکلین چانگ دیاز — اس‌تی‌اس-۶۱-سی, اس‌تی‌اس-۳۴, اس‌تی‌اس-۴۶, اس‌تی‌اس-۶۰, اس‌تی‌اس-۷۵, اس‌تی‌اس-۹۱, اس‌تی‌اس-۱۱۱
- فیلیپ کی. چاپمن — No flights
- کالپانا چاولا (1961–2003) — اس‌تی‌اس-۸۷, اس‌تی‌اس-۱۰۷. Died on the crash of the Columbia.
- مائوریتسیو کلی — اس‌تی‌اس-۷۵
- Chen Quan — No flights. Backup for Shenzhou 7.
- لیروی چیائو — STS-65, اس‌تی‌اس-۷۲, اس‌تی‌اس-۹۲, Soyuz TMA-5
- کوین پی چلتن — اس‌تی‌اس-۴۹, STS-59, اس‌تی‌اس-۷۶
- ژان-لوپ کرتین — Soyuz T-6, سایوز تی‌ام-۷/6, اس‌تی‌اس-۸۶
- لارل کلارک, M.D. (1961–2003) — اس‌تی‌اس-۱۰۷. Died on the crash of the Columbia.
- مری ال کلیو — اس‌تی‌اس-۶۱-بی, اس‌تی‌اس-۳۰
- ژان-فرانسوا کلرووا, EAC — اس‌تی‌اس-۶۶, اس‌تی‌اس-۸۴, اس‌تی‌اس-۱۰۳
- مایکل آر کلیفورد — STS-53, STS-59, اس‌تی‌اس-۷۶
- مایکل کوتس — اس‌تی‌اس-۴۱-دی, اس‌تی‌اس-۲۹, اس‌تی‌اس-۳۹
- کنت کاکرل — STS-56, اس‌تی‌اس-۶۹, اس‌تی‌اس-۸۰, اس‌تی‌اس-۹۸, اس‌تی‌اس-۱۱۱
- کاترین کولمن  — اس‌تی‌اس-۷۳, اس‌تی‌اس-۹۳, Soyuz TMA-20
- آیلین کالینز — اس‌تی‌اس-۶۳, اس‌تی‌اس-۸۴, اس‌تی‌اس-۹۳, اس‌تی‌اس-۱۱۴
- مایکل کالینز — جمینای ۱۰, آپولو ۱۱
- پیت کنراد, (۱۹۳۰–۱۹۹۹) — جمینای ۵, جمینای ۱۱, آپولو ۱۲, اسکای‌لب ۲
- گوردون کوپر (۱۹۲۷–۲۰۰۴) — Mercury 9, جمینای ۵
- ریچارد او کاوی — اس‌تی‌اس-۵۱-آی, اس‌تی‌اس-۲۶, اس‌تی‌اس-۳۸, اس‌تی‌اس-۶۱
- تیموتی کریمر — Soyuz TMA-17
- جان الیور کریتن — اس‌تی‌اس-۵۱-گ, اس‌تی‌اس-۳۶, اس‌تی‌اس-۴۸
- رابرت کریپن — اس‌تی‌اس-۱, اس‌تی‌اس-۷, اس‌تی‌اس-۴۱-سی, اس‌تی‌اس-۴۱-جی
- سامانتا کریستوفورتی — Soyuz TMA-15M
- راجر کی کراچ — اس‌تی‌اس-۸۳, اس‌تی‌اس-۹۴
- فرانک ال کالبرستن جونیور — اس‌تی‌اس-۳۸, STS-51, اس‌تی‌اس-۱۰۵/اس‌تی‌اس-۱۰۸
- والتر کانیگهام — آپولو ۷
- رابرت کربیم — اس‌تی‌اس-۸۵, اس‌تی‌اس-۹۸, اس‌تی‌اس-۱۱۶
- نانسی جی کوری — STS-57, اس‌تی‌اس-۷۰, اس‌تی‌اس-۸۸, اس‌تی‌اس-۱۰۹

## D
- جین دیویس — اس‌تی‌اس-۴۷, اس‌تی‌اس-۶۰, اس‌تی‌اس-۸۵
- لورنس جی دلوکاس — اس‌تی‌اس-۵۰
- فرانک د وینه — Soyuz TMA-1/TM-34, Soyuz TMA-15
- ولادیمیر دژوروف — Soyuz TM-21/اس‌تی‌اس-۷۱
- گئورگی دوبروولسکی (۱۹۲۸–۱۹۷۱) — سایوز ۱۱ Died on reentry.
- تاکائو دوئی — اس‌تی‌اس-۸۷, اس‌تی‌اس-۱۲۳
- آلوین درو — اس‌تی‌اس-۱۱۸, اس‌تی‌اس-۱۳۳
- برایان دافی — STS-45, STS-57, اس‌تی‌اس-۷۲, اس‌تی‌اس-۹۲
- چارلز دوک — آپولو ۱۶
- بانی دانبار — اس‌تی‌اس-۶۱-ای, اس‌تی‌اس-۳۲, اس‌تی‌اس-۵۰, اس‌تی‌اس-۷۱, اس‌تی‌اس-۸۹
- پدرو دوک — اس‌تی‌اس-۹۵, Soyuz TMA-3/2
- سموئل تی درانس — اس‌تی‌اس-۳۵, اس‌تی‌اس-۶۷
- جیمز داتون (فضانورد) — اس‌تی‌اس-۱۳۱
- لف دیومین (۱۹۲۶–۱۹۹۸) — Soyuz 15
- تریسی دایسن — اس‌تی‌اس-۱۱۸, Soyuz TMA-18
- ولادیمیر جانی‌بک‌اف — Soyuz 27/26, Soyuz 39, Soyuz T-6, Soyuz T-12, Soyuz T-13

## E
- جو اف. ادواردز جونیور — اس‌تی‌اس-۸۹
- دان اف آیزل (۱۹۳۰–۱۹۸۷) — آپولو ۷
- آنتونی دبلیو انگلند — اس‌تی‌اس-۵۱-اف
- جو انگل — نورث امریکن ایکس-۱۵ flights 138, 143, and 153, اس‌تی‌اس-۲, اس‌تی‌اس-۵۱-آی
- رونالد اوانز (۱۹۳۳–۱۹۹۰) — آپولو ۱۷
- راینهولد اوالد — Soyuz TM-25/24
- لئوپولد آیهارتس, EAC — Soyuz TM-27/26, اس‌تی‌اس-۱۲۲/اس‌تی‌اس-۱۲۳

## F
- جان ام فابین — اس‌تی‌اس-۷, اس‌تی‌اس-۵۱-گ
- محمد فارس — Soyuz TM-3/2
- برتالان فارکاش — Soyuz 36/35
- ژان-ژاک فاویه — اس‌تی‌اس-۷۸
- فی جانلونگ — Shenzhou 6
- کونستانتین فئوکتیستوف (۱۹۲۶–۲۰۰۹) — Voskhod 1
- کریستفور فرگوسن — اس‌تی‌اس-۱۱۵, اس‌تی‌اس-۱۲۶, اس‌تی‌اس-۱۳۵
- مارتین جی فتمن — STS-58
- اندرو جی. فیوستل — اس‌تی‌اس-۱۲۵, اس‌تی‌اس-۱۳۴
- آناتولی فیلیپچنکو — Soyuz 7, Soyuz 16
- مایکل فینک — Soyuz TMA-4, Soyuz TMA-13, اس‌تی‌اس-۱۳۴
- جان ال. فینلی (۱۹۳۵–۲۰۰۶) — No flights. Trained for the MOL program.
- آنا لی فیشر, M.D. — اس‌تی‌اس-۵۱-ای
- ویلیام فدریک فیشر, M.D. — اس‌تی‌اس-۵۱-آی
- کلاوس دیتریش فلاده — Soyuz TM-14/13
- مایکل فول — STS-45, STS-56, اس‌تی‌اس-۶۳, اس‌تی‌اس-۸۴/اس‌تی‌اس-۸۶, اس‌تی‌اس-۱۰۳, Soyuz TMA-3
- کوین ای. فورد — اس‌تی‌اس-۱۲۸, Soyuz TMA-06M
- مایکل فورمن (فضانورد) — اس‌تی‌اس-۱۲۳, اس‌تی‌اس-۱۲۹
- پاتریک جی فارستر — اس‌تی‌اس-۱۰۵, اس‌تی‌اس-۱۱۷, اس‌تی‌اس-۱۲۸
- مایکل ئی. فوسام — اس‌تی‌اس-۱۲۱, اس‌تی‌اس-۱۲۴, Soyuz TMA-02M
- تئودور فریمن (۱۹۳۰–۱۹۶۴) — No flights
- استیون فریک — اس‌تی‌اس-۱۱۰, اس‌تی‌اس-۱۲۲
- درک فریموت — STS-45
- کریستر فوگلسانگ — اس‌تی‌اس-۱۱۶, اس‌تی‌اس-۱۲۸
- سی گوردن فولرتن (۱۹۳۶-۲۰۱۳) — اس‌تی‌اس-۳, اس‌تی‌اس-۵۱-اف
- راینهارد فورر (۱۹۴۰–۱۹۹۵) — اس‌تی‌اس-۶۱-ای
- ساتوشی فروکت.ا — Soyuz TMA-02M

## G
- اف درو گفنی, M.D. — اس‌تی‌اس-۴۰
- یوری گاگارین (۱۹۳۴–۱۹۶۸) — وستوک-۱. First person in space.
- رونالد جی. گاران، جونیور. — اس‌تی‌اس-۱۲۴, Soyuz TMA-21
- دیل گاردنر — اس‌تی‌اس-۸, اس‌تی‌اس-۵۱-ای
- گای گاردنر — اس‌تی‌اس-۲۷, اس‌تی‌اس-۳۵
- مارک گارنو — اس‌تی‌اس-۴۱-جی, اس‌تی‌اس-۷۷, اس‌تی‌اس-۹۷
- آون کی گاریوت — Skylab 3, اس‌تی‌اس-۹
- چارلز دی جمار — اس‌تی‌اس-۳۸, اس‌تی‌اس-۴۸, اس‌تی‌اس-۶۲
- مایکل ال گرنهارت — اس‌تی‌اس-۶۹, اس‌تی‌اس-۸۳, اس‌تی‌اس-۹۴, اس‌تی‌اس-۱۰۴
- السکاندر گرست — Soyuz TMA-13M
- ادوارد گیبسون — Skylab 4
- رابرت ال گیبسن — اس‌تی‌اس-۴۱-بی, اس‌تی‌اس-۶۱-سی, اس‌تی‌اس-۲۷, اس‌تی‌اس-۴۷, اس‌تی‌اس-۷۱
- یوری گیدزنکو — Soyuz TM-22, Soyuz TM-31/اس‌تی‌اس-۱۰۲, Soyuz TM-34/Soyuz TM-33
- ادوارد گیونز (۱۹۳۰–۱۹۶۷) — No flights. NASA group 5.
- یوری گلازکوف (۱۹۳۹–۲۰۰۸) — Soyuz 24
- جان گلن — Mercury 6, اس‌تی‌اس-۹۵
- لیندا ام گادوین — اس‌تی‌اس-۳۷, STS-59, اس‌تی‌اس-۷۶, اس‌تی‌اس-۱۰۸
- مایکل تی. گود — اس‌تی‌اس-۱۲۵, اس‌تی‌اس-۱۳۲
- ویکتور گورباتکو — Soyuz 7, Soyuz 24, Soyuz 37/36
- ریچارد اف گوردن جونیور — جمینای ۱۱, آپولو ۱۲
- دومینیک ال پادویل گوری — اس‌تی‌اس-۹۱, اس‌تی‌اس-۹۹, اس‌تی‌اس-۱۰۸, اس‌تی‌اس-۱۲۳
- رونالد جی گریب — اس‌تی‌اس-۵۱-جی, اس‌تی‌اس-۳۰, اس‌تی‌اس-۴۲, STS-57
- دان گراولین, M.D. — No flights
- گئورگی گرچکو — Soyuz 17, Soyuz 26/27, Soyuz T-14/13
- فردریک دی گریگوری — اس‌تی‌اس-۵۱-بی, اس‌تی‌اس-۳۳, اس‌تی‌اس-۴۴
- ویلیام جی گریگوری — اس‌تی‌اس-۶۷
- ای دیوید گریگز (۱۹۳۹–۱۹۸۹) — اس‌تی‌اس-۵۱-دی
- گاس گریسوم (۱۹۲۶–۱۹۶۷) — Mercury-Redstone 4, جمینای ۳. Died in the Apollo 1 fire.
- جان ام گرانسفلد — اس‌تی‌اس-۶۷, اس‌تی‌اس-۸۱, اس‌تی‌اس-۱۰۳, اس‌تی‌اس-۱۰۹, اس‌تی‌اس-۱۲۵
- الکسی گوبارف — Soyuz 17, Soyuz 28
- اومبرتو گیدونی — اس‌تی‌اس-۷۵, اس‌تی‌اس-۱۰۰
- ژوگدردمیدیین گوراگچا — Soyuz 39
- سیدنی ام گوتیرز — اس‌تی‌اس-۴۰, STS-59

## H
- کریس هدفیلد — اس‌تی‌اس-۷۴, اس‌تی‌اس-۱۰۰, Expedition 34, Expedition 35, Soyuz TMA-07M
- کلودی انیره, EAC — Soyuz TM-24/23, Soyuz TM-33/32
- ژان-پیر انیره, EAC — Soyuz TM-17/16, Soyuz TM-29
- فرد هایسه — آپولو ۱۳
- جیمز دی هالسل — STS-65, اس‌تی‌اس-۷۴, اس‌تی‌اس-۸۳, اس‌تی‌اس-۹۴, اس‌تی‌اس-۱۰۱
- کنت هام — اس‌تی‌اس-۱۲۴, اس‌تی‌اس-۱۳۲
- ال بلین هموند — اس‌تی‌اس-۳۹, STS-64
- جرمی هانسن — No flights
- گرگوری جی هاربو — اس‌تی‌اس-۳۹, STS-54, اس‌تی‌اس-۷۱, اس‌تی‌اس-۸۲
- رنارد ای هریس جونیور — اس‌تی‌اس-۵۵, اس‌تی‌اس-۶۳
- تری هارت — اس‌تی‌اس-۴۱-سی
- هنری تارتسفیلد — اس‌تی‌اس-۴, اس‌تی‌اس-۴۱-دی, اس‌تی‌اس-۶۱-ای
- فردریک هوک — اس‌تی‌اس-۷, اس‌تی‌اس-۵۱-ای, اس‌تی‌اس-۲۶
- استیون هاولی — اس‌تی‌اس-۴۱-دی, اس‌تی‌اس-۶۱-سی, اس‌تی‌اس-۳۱, اس‌تی‌اس-۸۲, اس‌تی‌اس-۹۳
- سوزان هلمز — STS-54, STS-64, اس‌تی‌اس-۷۸, اس‌تی‌اس-۱۰۱, اس‌تی‌اس-۱۰۲/اس‌تی‌اس-۱۰۵
- کارل گوردون هنیز (۱۹۲۶–۱۹۹۳) — اس‌تی‌اس-۵۱-اف
- تامس جی هنن — اس‌تی‌اس-۴۴
- ترنس تی هنریکس — اس‌تی‌اس-۴۴, اس‌تی‌اس-۵۵, اس‌تی‌اس-۷۰, اس‌تی‌اس-۷۸
- میروسلاو هرماشفسکی — Soyuz 30
- خوزه ام هرناندز — اس‌تی‌اس-۱۲۸
- جان هرینگتن— اس‌تی‌اس-۱۱۳
- ریچارد هیب — اس‌تی‌اس-۳۹, اس‌تی‌اس-۴۹, STS-65
- جوان هیگینبوتهام — اس‌تی‌اس-۱۱۶
- دیوید سی هیلمرز — اس‌تی‌اس-۵۱-جی, اس‌تی‌اس-۲۶, اس‌تی‌اس-۳۶, اس‌تی‌اس-۴۲
- کاترین پی هایر — اس‌تی‌اس-۹۰, اس‌تی‌اس-۱۳۰
- چارلز او هابو — اس‌تی‌اس-۱۰۴, اس‌تی‌اس-۱۰۸, اس‌تی‌اس-۱۲۹
- جفری ای هافمن — اس‌تی‌اس-۵۱-دی, اس‌تی‌اس-۳۵, اس‌تی‌اس-۴۶, اس‌تی‌اس-۶۱, اس‌تی‌اس-۷۵
- دونالد هولمکوئست, M.D. — No flights.
- مایکل اس. هوپکینز — Soyuz TMA-10M
- اسکات جی هوروویتس — اس‌تی‌اس-۷۵, اس‌تی‌اس-۸۲, اس‌تی‌اس-۱۰۱, اس‌تی‌اس-۱۰۵
- آکیهیکو هوشیده — اس‌تی‌اس-۱۲۴, Soyuz TMA-05M
- میلی هیوز-فولفورد — اس‌تی‌اس-۴۰
- داگلاس جی. هارلی — اس‌تی‌اس-۱۲۷, اس‌تی‌اس-۱۳۵
- ریک هاسبند (۱۹۵۷–۲۰۰۳) — اس‌تی‌اس-۹۶, اس‌تی‌اس-۱۰۷. Died on the Columbia.

## I
- جیمز بنسن اروین (۱۹۳۰–۱۹۹۱) — آپولو ۱۵
- الکساندر ایوانچنکوف — Soyuz 29/31
- آناتولی ایوانیشین — Soyuz TMA-22
- گئورگی ایوانف — Soyuz 33
- مارشا آیوینز — اس‌تی‌اس-۳۲, اس‌تی‌اس-۴۶, اس‌تی‌اس-۶۲, اس‌تی‌اس-۸۱, اس‌تی‌اس-۹۸

## J
- زیگموند یان — Soyuz 31/29
- می جمیسون, M.D. — اس‌تی‌اس-۴۷
- تامارا جرنیگان — اس‌تی‌اس-۴۰, اس‌تی‌اس-۵۲, اس‌تی‌اس-۶۷, اس‌تی‌اس-۸۰, اس‌تی‌اس-۹۶
- برنت دبلیو جت جونیور — اس‌تی‌اس-۷۲, اس‌تی‌اس-۸۱, اس‌تی‌اس-۹۷, اس‌تی‌اس-۱۱۵
- جینگ هایپنگ — Shenzhou 7, Shenzhou 9
- گرگوری سی. جانسون — اس‌تی‌اس-۱۲۵
- گرگوری اچ. جانسون — اس‌تی‌اس-۱۲۳, اس‌تی‌اس-۱۳۴
- تامس دیوید جونز — STS-59, اس‌تی‌اس-۶۸, اس‌تی‌اس-۸۰, اس‌تی‌اس-۹۸

## K
- لئونید کاندنیکو — اس‌تی‌اس-۸۷
- الکساندر کالری — Soyuz TM-14, Soyuz TM-24, Soyuz TM-30, Soyuz TMA-3, Soyuz TMA-01M
- جنت ال کاواندی — اس‌تی‌اس-۹۱, اس‌تی‌اس-۹۹, اس‌تی‌اس-۱۰۴
- جیمز ام کلی — اس‌تی‌اس-۱۰۲, اس‌تی‌اس-۱۱۴
- مارک کلی — اس‌تی‌اس-۱۰۸, اس‌تی‌اس-۱۲۱, اس‌تی‌اس-۱۲۴, اس‌تی‌اس-۱۳۴
- اسکات کلی — اس‌تی‌اس-۱۰۳, اس‌تی‌اس-۱۱۸, Soyuz TMA-01M
- جوزف پی کروین, M.D. — اسکای‌لب ۲
- یوگنی خرونوف (۱۹۳۳–۲۰۰۰) — Soyuz 5/سایوز-۴
- روبرت اس. کیمبرو — اس‌تی‌اس-۱۲۶
- لئونید کیزیم (۱۹۴۱–۲۰۱۰) — Soyuz T-3, سایوز تی-۱۰/11, Soyuz T-15
- پیوتر کلیموک — Soyuz 13, Soyuz 18, Soyuz 30
- پیوتر کولودین — no flights, backup for several missions.
- ولادیمیر کاماروف (۱۹۲۷–۱۹۶۷) — Voskhod 1, سایوز-۱. Died during re-entry of first Soyuz spacecraft.
- یلنا کنداکاوا — Soyuz TM-20/اس‌تی‌اس-۸۴
- دمیتری کوندراتیف — Soyuz TMA-20
- اولگ کونوننکو — سایوز تی‌ام‌ای-۱۲, Soyuz TMA-03M
- تیمونی کوپرا — اس‌تی‌اس-۱۲۷/اس‌تی‌اس-۱۲۸
- میخائیل کورنینکو — Soyuz TMA-18
- والری کرزون — Soyuz TM-24, اس‌تی‌اس-۱۱۱/اس‌تی‌اس-۱۱۳
- اولگ کوتوف — Soyuz TMA-10, Soyuz TMA-17, Soyuz TMA-10M
- ولادیمیر کوالیونوک — Soyuz 25, Soyuz 29/31, Soyuz T-4
- کنستانتین کوزیف — Soyuz TM-33/32
- کوین پی کرگل — اس‌تی‌اس-۷۰, اس‌تی‌اس-۷۸, اس‌تی‌اس-۸۷, اس‌تی‌اس-۹۹
- سرگئی کریکالف — سایوز تی‌ام-۷, Soyuz TM-12/Soyuz TM-13, اس‌تی‌اس-۶۰, اس‌تی‌اس-۸۸, Soyuz TM-31/اس‌تی‌اس-۱۰۲, Soyuz TMA-6
- والری کوباسوف — Soyuz 6, پروژه آزمایشی آپولو–سایوز, Soyuz 36/35
- آندره کویپرس — Soyuz TMA-4/3, Soyuz TMA-03M

## L
- الکساندر لاویکین — Soyuz TM-2
- رابرت هنری لورنس جونیور (۱۹۳۵–۱۹۶۷) — No flights. Trained for MOL program.
- وندی لارنس — اس‌تی‌اس-۶۷, اس‌تی‌اس-۸۶, اس‌تی‌اس-۹۱, اس‌تی‌اس-۱۱۴
- واسیلی لازارف (۱۹۲۸–۱۹۹۰) — Soyuz 12, Soyuz 18a
- الکساندر لازوتکین — Soyuz TM-25
- والنتین لبدف — Soyuz 13, Soyuz T-5/7
- مارک سی لی — اس‌تی‌اس-۳۰, اس‌تی‌اس-۴۷, STS-64, اس‌تی‌اس-۸۲
- دیوید لیستما — اس‌تی‌اس-۴۱-جی, اس‌تی‌اس-۲۸, STS-45
- ویلیام بی لنوا (۱۹۳۹–۲۰۱۰) — اس‌تی‌اس-۵
- الکسی لئونوف — وسخود-۲, پروژه آزمایشی آپولو–سایوز - first human to conduct a space walk.
- فردریک دبلیو لزلی — اس‌تی‌اس-۷۳
- آناتولی لفچنکو (۱۹۴۱–۱۹۸۸) — Soyuz TM-4/3
- بایرن کی لیکتنبرگ — اس‌تی‌اس-۹, STS-45
- دان ال لند — اس‌تی‌اس-۵۱-بی
- استیون لیندزی — اس‌تی‌اس-۸۷, اس‌تی‌اس-۹۵, اس‌تی‌اس-۱۰۴, اس‌تی‌اس-۱۲۱, اس‌تی‌اس-۱۳۳
- جری ام لایننجر — STS-64, اس‌تی‌اس-۸۱/اس‌تی‌اس-۸۴
- ریچارد ام لینهان — اس‌تی‌اس-۷۸, اس‌تی‌اس-۹۰, اس‌تی‌اس-۱۰۹, اس‌تی‌اس-۱۲۳
- گرگوری تی لینتریس — اس‌تی‌اس-۸۳, اس‌تی‌اس-۹۴
- لیو بومینگ (فضانورد) — Shenzhou 7
- لیو وانگ — Shenzhou 9
- لیو یانگ (فضانورد) — Shenzhou 9
  - (Yáng Lìwěi – see فهرست فضانوردان)
- آنتونی لولین — No flights
- ول لاکارت — اس‌تی‌اس-۱۱۱, اس‌تی‌اس-۱۱۳
- یوری لونچاکوف — اس‌تی‌اس-۱۰۰, Soyuz TMA-1/TM-34, Soyuz TMA-13
- مایکل لوپز-آلریا — اس‌تی‌اس-۷۳, اس‌تی‌اس-۹۲, اس‌تی‌اس-۱۱۳, سایوز تی‌ام‌ای-۹
- کریستوفر لوریا — No flights
- جان ام لانج — اس‌تی‌اس-۵۱-آی, اس‌تی‌اس-۲۶, اس‌تی‌اس-۳۵
- جک آر لوزما — Skylab 3, اس‌تی‌اس-۳
- استنلی جی. لاو — اس‌تی‌اس-۱۲۲
- جیم لوول — جمینای ۷, جمینای ۱۲, آپولو ۸, آپولو ۱۳
- جی دیوید لاو (۱۹۵۶–۲۰۰۸) — اس‌تی‌اس-۳۲, اس‌تی‌اس-۴۳, STS-57
- اد لو — اس‌تی‌اس-۸۴, اس‌تی‌اس-۱۰۶, Soyuz TMA-2
- شنن لوسید — اس‌تی‌اس-۵۱-گ, اس‌تی‌اس-۳۴, اس‌تی‌اس-۴۳, STS-58, اس‌تی‌اس-۷۶/اس‌تی‌اس-۷۹.
- ولادیمیر لیاخوف (فضانورد) — Soyuz 32/34, Soyuz T-9, Soyuz TM-6/5

## M
- یاسمین مقبلی
- استیو مک‌لین — اس‌تی‌اس-۵۲, اس‌تی‌اس-۱۱۵
- ساندرا مگنوس — اس‌تی‌اس-۱۱۲, اس‌تی‌اس-۱۲۶/اس‌تی‌اس-۱۱۹, اس‌تی‌اس-۱۳۵
- اولگ گریگوریویچ ماکاروف (۱۹۳۳–۲۰۰۳) — Soyuz 12, Soyuz 18a, Soyuz 27/26, Soyuz T-3
- یوری مالنچنکو — Soyuz TM-19, اس‌تی‌اس-۱۰۶, Soyuz TMA-2, Soyuz TMA-11, Soyuz TMA-05M
- فرانکو مالربا — اس‌تی‌اس-۴۶
- یوری واسیلیویچ مالیشف (۱۹۴۱–۱۹۹۹) — Soyuz T-2, Soyuz T-11/سایوز تی-۱۰
- گنادی ماناکوف — Soyuz TM-10, Soyuz TM-16
- موسی منارف — Soyuz TM-4/6, Soyuz TM-11
- راویش ماهوترا - India's backup cosmonaut for the اینترکسموس program.
- توماس مارش بورن, M.D. — اس‌تی‌اس-۱۲۷
- مایکل جی ماسیمینو — اس‌تی‌اس-۱۰۹, اس‌تی‌اس-۱۲۵
- ریچارد ماستراکیو — اس‌تی‌اس-۱۰۶, اس‌تی‌اس-۱۱۸, اس‌تی‌اس-۱۳۱, Soyuz TMA-11M
- کن متینگلی — آپولو ۱۶, اس‌تی‌اس-۴, اس‌تی‌اس-۵۱-سی.
- کاترین مک‌آرتور — اس‌تی‌اس-۱۲۵
- ویلیام اس مک‌آرتر — STS-58, اس‌تی‌اس-۷۴, اس‌تی‌اس-۹۲, Soyuz TMA-7
- جان مک‌براید — اس‌تی‌اس-۴۱-جی
- بروس مک‌کندلس دوم — اس‌تی‌اس-۴۱-بی, اس‌تی‌اس-۳۱
- ویلیام سی. مک‌کول (۱۹۶۱–۲۰۰۳) — اس‌تی‌اس-۱۰۷. Died on the Columbia.
- مایکل جی مک‌کولی — اس‌تی‌اس-۳۴
- جیمز مک‌دیویت — جمینای ۴, آپولو ۹
- دونالد آر مک‌مونیگل — اس‌تی‌اس-۳۹, STS-54, اس‌تی‌اس-۶۶
- رونالد مک‌نیر (۱۹۵۰–۱۹۸۶) — اس‌تی‌اس-۴۱-بی. Died on the انفجار فضاپیمای چلنجر (اس‌تی‌اس-۵۱-ال).
- کارل جی مید — اس‌تی‌اس-۳۸, اس‌تی‌اس-۵۰, STS-64
- بروس ئی ملنیک — اس‌تی‌اس-۴۱, اس‌تی‌اس-۴۹
- مایک ملویل — SpaceShipOne flights 15P and 16P
- پاملا ملروی — اس‌تی‌اس-۹۲, اس‌تی‌اس-۱۱۲, اس‌تی‌اس-۱۲۰
- للند دی. ملوین — اس‌تی‌اس-۱۲۲, اس‌تی‌اس-۱۲۹
- اولف مربولد — اس‌تی‌اس-۹, اس‌تی‌اس-۴۲, Soyuz TM-20/19
- ارنست مسرشمید — اس‌تی‌اس-۶۱-ای
- دوروتی متکالف-لیندنبورگ — اس‌تی‌اس-۱۳۱
- کورت میچل — No flights
- الکساندر میسورکین - Soyuz TMA-08M
- ادگار میچل — آپولو ۱۴
- آندریاس موگنسن
- عبدالاحد مومند — Soyuz TM-6/5
- مامورو موهری — اس‌تی‌اس-۴۷, اس‌تی‌اس-۹۹
- باربارا مورگان — اس‌تی‌اس-۱۱۸
- لی مورین — اس‌تی‌اس-۱۱۰
- بوریس موروکوف — اس‌تی‌اس-۱۰۶
- چیکائی موکائی, M.D. — STS-65, اس‌تی‌اس-۹۵
- مایک مولان — اس‌تی‌اس-۴۱-دی, اس‌تی‌اس-۲۷, اس‌تی‌اس-۳۶
- تالگات موسی‌بی‌اف — Soyuz TM-19, Soyuz TM-27, Soyuz TM-32/31
- استوری ماسگریو, M.D. — اس‌تی‌اس-۶, اس‌تی‌اس-۵۱-اف, اس‌تی‌اس-۳۳, اس‌تی‌اس-۴۴, اس‌تی‌اس-۶۱, اس‌تی‌اس-۸۰

## N
- استیون آر نیجل — اس‌تی‌اس-۵۱-گ, اس‌تی‌اس-۶۱-ای, اس‌تی‌اس-۳۷, اس‌تی‌اس-۵۵
- جرج نلسن — اس‌تی‌اس-۴۱-سی, اس‌تی‌اس-۶۱-سی, اس‌تی‌اس-۲۶
- Grigori Nelyubov (1934–1966) — No flights. Vostok backup.
- رودولفو نری ولا — اس‌تی‌اس-۶۱-بی
- پائولو ای. نسپولی — اس‌تی‌اس-۱۲۰, Soyuz TMA-20
- جیمز ایچ نیومن — STS-51, اس‌تی‌اس-۶۹, اس‌تی‌اس-۸۸, اس‌تی‌اس-۱۰۹
- کلود نیکولیه — اس‌تی‌اس-۴۶, اس‌تی‌اس-۶۱, اس‌تی‌اس-۷۵, اس‌تی‌اس-۱۰۳
- نیه هایشنگ — Shenzhou 6, Shenzhou 10
- آندریان نیکولایف (۱۹۲۹–۲۰۰۴) — وستوک ۳, Soyuz 9
- سوئیچی ناگوچی — اس‌تی‌اس-۱۱۴, Soyuz TMA-17
- کارلوس آی نوریگا — اس‌تی‌اس-۸۴, اس‌تی‌اس-۹۷
- اولگ نویتسکی — Soyuz TMA-06M
- لیسا نواک — اس‌تی‌اس-۱۲۱
- کرن نایبرگ — اس‌تی‌اس-۱۲۴, Soyuz TMA-09M

## O
- برایان دی اوکانر — اس‌تی‌اس-۶۱-بی, اس‌تی‌اس-۴۰
- الن اوچوآ — STS-56, اس‌تی‌اس-۶۶, اس‌تی‌اس-۹۶, اس‌تی‌اس-۱۱۰
- ووبو اوکلس (۱۹۴۶-۲۰۱۴) — اس‌تی‌اس-۶۱-ای
- ویلیام اوفلیان — اس‌تی‌اس-۱۱۶
- براین اولیری — No flights
- جان دی. اولیوس — اس‌تی‌اس-۱۱۷, اس‌تی‌اس-۱۲۸
- تاکویا اونیشی — No flights
- الیسون انیزوکا (۱۹۴۶–۱۹۸۶) — اس‌تی‌اس-۵۱-سی. Died on the انفجار فضاپیمای چلنجر (اس‌تی‌اس-۵۱-ال).
- یوری اونوفرینکو — Soyuz TM-23, اس‌تی‌اس-۱۰۸/اس‌تی‌اس-۱۱۱
- استیون اس اسوالد — اس‌تی‌اس-۴۲, STS-56, اس‌تی‌اس-۶۷
- رابرت اف آورمایر (۱۹۳۶–۱۹۹۶) — اس‌تی‌اس-۵, اس‌تی‌اس-۵۱-بی

## P
- گنادی پادالکا — Soyuz TM-28, Soyuz TMA-4, Soyuz TMA-14, Soyuz TMA-04M
- ویلیام ای پیلز — اس‌تی‌اس-۵۱-جی
- اسکات ئی پارازینسکی, M.D. — اس‌تی‌اس-۶۶, اس‌تی‌اس-۸۶, اس‌تی‌اس-۹۵, اس‌تی‌اس-۱۰۰, اس‌تی‌اس-۱۲۰
- رونالد ای پارایز (۱۹۵۱–۲۰۰۸) — اس‌تی‌اس-۳۵, اس‌تی‌اس-۶۷
- رابرت ای پارکر — اس‌تی‌اس-۹, اس‌تی‌اس-۳۵
- لوکا پارمیتانو — Soyuz TMA-09M
- نیکولاس پاتریک — اس‌تی‌اس-۱۱۶, اس‌تی‌اس-۱۳۰
- ویکتور پاتسایف (۱۹۳۳–۱۹۷۱) — سایوز ۱۱. Died on reentry.
- جیمز ای پاولچیک — اس‌تی‌اس-۹۰
- جولی پایت — اس‌تی‌اس-۹۶, اس‌تی‌اس-۱۲۷
- گری پیتن — اس‌تی‌اس-۵۱-سی
- تیموتی پیکه — No flights.
- فیلیپ پرن, EAC — اس‌تی‌اس-۱۱۱
- توماس پسکی — No flights.
- دونالد ایچ پیترسن — اس‌تی‌اس-۶
- دونالد پتی — اس‌تی‌اس-۱۱۳/Soyuz TMA-1, اس‌تی‌اس-۱۲۶, Soyuz TMA-03M
- پام توان — Soyuz 37/36
- جان ال فیلیپس — اس‌تی‌اس-۱۰۰, Soyuz TMA-6, اس‌تی‌اس-۱۱۹
- ویلیام آر پوگ — Skylab 4
- آلن جی. پویندسکتر (۱۹۶۱–۲۰۱۲) — اس‌تی‌اس-۱۲۲, اس‌تی‌اس-۱۳۱
- مارک ال پولانسکی — اس‌تی‌اس-۹۸, اس‌تی‌اس-۱۱۶, اس‌تی‌اس-۱۲۷
- الکساندر پولشچوک — Soyuz TM-16
- والری پلیاکوف, M.D. — Soyuz TM-6/سایوز تی‌ام-۷, Soyuz TM-18/20
- مارکوس پونس — Soyuz TMA-8
- لئونید پوپوف — Soyuz 35/37, Soyuz 40, Soyuz T-7/5
- پاول پوپوویچ (۱۹۳۰–۲۰۰۹) — وستوک ۴, Soyuz 14
- چارلز جی پرکرت — اس‌تی‌اس-۵۵, اس‌تی‌اس-۷۱, اس‌تی‌اس-۸۴, اس‌تی‌اس-۹۱
- دیمیترو پروناریو — Soyuz 40

## R
- ایلان رامون (۱۹۵۴–۲۰۰۳) — اس‌تی‌اس-۱۰۷. Died on the Columbia.
- ویلیام اف ریدی — اس‌تی‌اس-۴۲, STS-51, اس‌تی‌اس-۷۹
- کنت اس ریتلر جونیور — اس‌تی‌اس-۴۸, اس‌تی‌اس-۶۰
- جیمز اف ریلی — اس‌تی‌اس-۸۹, اس‌تی‌اس-۱۰۴, اس‌تی‌اس-۱۱۷
- گارت رایسمن — اس‌تی‌اس-۱۲۳/اس‌تی‌اس-۱۲۴, اس‌تی‌اس-۱۳۲
- توماس رایتر — Soyuz TM-22, اس‌تی‌اس-۱۲۱/اس‌تی‌اس-۱۱۶
- ولادیمیر رمک — Soyuz 28
- جودیت رزنیک (1949–1986) — اس‌تی‌اس-۴۱-دی. Died on the انفجار فضاپیمای چلنجر (اس‌تی‌اس-۵۱-ال)
- سرگی روین — Soyuz TMA-04M
- پل دبلیو ریچاردز — اس‌تی‌اس-۱۰۲
- ریچارد ان ریچاردز — اس‌تی‌اس-۲۸, اس‌تی‌اس-۴۱, اس‌تی‌اس-۵۰, STS-64
- سالی راید (1951–2012) — اس‌تی‌اس-۷, اس‌تی‌اس-۴۱-جی
- پاتریسیا روبرتسون, M.D. (1963–2001) — No flights.
- استیون رابینسن — اس‌تی‌اس-۸۵, اس‌تی‌اس-۹۵, اس‌تی‌اس-۱۱۴, اس‌تی‌اس-۱۳۰
- روسل ای. راجرز (۱۹۲۸–۱۹۶۷) — No flights. Assigned to the Dyna Soar project.
- رومن روماننکو — Soyuz TMA-15
- یوری روماننکو — Soyuz 26/27, Soyuz 38, Soyuz TM-2/3
- کنت رمینگر — اس‌تی‌اس-۷۳, اس‌تی‌اس-۸۰, اس‌تی‌اس-۸۵, اس‌تی‌اس-۹۶, اس‌تی‌اس-۱۰۰
- استوارت روسا (۱۹۳۳–۱۹۹۴) — آپولو ۱۴
- جری ال راس — اس‌تی‌اس-۶۱-بی, اس‌تی‌اس-۲۷, اس‌تی‌اس-۳۷, اس‌تی‌اس-۵۵, اس‌تی‌اس-۷۴, اس‌تی‌اس-۸۸, اس‌تی‌اس-۱۱۰
- والری روژدستونسکی — Soyuz 23
- نیکولای روکاویشنیکوف (۱۹۳۲–۲۰۰۲) — سایوز ۱۰, Soyuz 16, Soyuz 33
- ماریو رونکو جونیور — اس‌تی‌اس-۴۴, STS-54, اس‌تی‌اس-۷۷
- سرگی ریازانسکی — Soyuz TMA-10M
- والری ریومین — Soyuz 25, Soyuz 32/34, Soyuz 35/37, اس‌تی‌اس-۹۱

## S
- آلبرت ساگو — اس‌تی‌اس-۷۳
- دیوید سنت-ژاک — No flights
- الکساندر ساموکوتیایف — Soyuz TMA-21, Soyuz TMA-14M
- گنادی سارافانوف (۱۹۴۲–۲۰۰۵) — Soyuz 15
- روبرت ساتچر, M.D. — اس‌تی‌اس-۱۲۹
- سلطان بن سلمان بن عبدالعزیز آل سعود — اس‌تی‌اس-۵۱-گ
- ویکتور ساوینیخ — Soyuz T-4, Soyuz T-13/14
- سوتلانا ساویتسکایا — Soyuz T-7/5, Soyuz T-12
- والی شیرا (۱۹۲۳–۲۰۰۷) — Mercury 8, جمینای ۶-آ, آپولو ۷
- هانس شلگل — اس‌تی‌اس-۵۵, اس‌تی‌اس-۱۲۲
- هریسون اشمیت — آپولو ۱۷
- راستی شوایکارت — آپولو ۹
- دیک اسکوبی (۱۹۳۹–۱۹۸۶) — اس‌تی‌اس-۴۱-سی. Died on the انفجار فضاپیمای چلنجر (اس‌تی‌اس-۵۱-ال).
- دیوید اسکات — جمینای ۸, آپولو ۹, آپولو ۱۵
- وینستن ئی اسکات — اس‌تی‌اس-۷۲, اس‌تی‌اس-۸۷
- /  پل اسکالی-پاور — اس‌تی‌اس-۴۱-جی
- ریچارد ای سیرفاس — STS-58, اس‌تی‌اس-۷۶, اس‌تی‌اس-۹۰
- مارگارت ریئا سدن, M.D. — اس‌تی‌اس-۵۱-دی, اس‌تی‌اس-۴۰, STS-58
- الیوت سی (۱۹۲۷–۱۹۶۶) — No flights.
- رونالد ام سگا — اس‌تی‌اس-۶۰, اس‌تی‌اس-۷۶
- پیرز سلرز — اس‌تی‌اس-۱۱۲, اس‌تی‌اس-۱۲۱, اس‌تی‌اس-۱۳۲
- الکساندر سربروف (۱۹۴۴-۲۰۱۳) — Soyuz T-7/5, Soyuz T-8, Soyuz TM-8, Soyuz TM-17
- یلنا سرووا — Soyuz TMA-14M
- ویتالی سواستیانوف (۱۹۳۵–۲۰۱۰) — Soyuz 9, Soyuz 18
- یوری شارگین — Soyuz TMA-5/4
- سالیژان شالیپوف — اس‌تی‌اس-۸۹, Soyuz TMA-5
- راکش شارما — Soyuz T-11/سایوز تی-۱۰
- ولادیمیر شاتالوف — سایوز-۴, Soyuz 8, سایوز ۱۰
- بروستر اچ شاو — اس‌تی‌اس-۹, اس‌تی‌اس-۶۱-بی, اس‌تی‌اس-۲۸
- آلن شپارد (۱۹۲۳–۱۹۹۸) — مرکوری-رادستون ۳, آپولو ۱۴. First ایالات متحده آمریکا in space.
- ویلیام شفرد — اس‌تی‌اس-۲۷, اس‌تی‌اس-۴۱, اس‌تی‌اس-۵۲, Soyuz TM-31/اس‌تی‌اس-۱۰۲
  - (Nancy Sherlock – see فهرست فضانوردان)
- آنتون شکاپلروف — Soyuz TMA-22, Soyuz TMA-15M
- گئورگی شونین (۱۹۳۵–۱۹۹۷) — Soyuz 6
- لورن شرایور — اس‌تی‌اس-۵۱-سی, اس‌تی‌اس-۳۱, اس‌تی‌اس-۴۶
- شیخ مظفر شکور, M.D. — Soyuz TMA-11/10
- اولگ شکریپوچکا — Soyuz TMA-01M
- الکساندر الکساندرویچ اسکوورتسوف — Soyuz TMA-18
- دیک اسلایتون (۱۹۲۴–۱۹۹۳) — پروژه آزمایشی آپولو–سایوز
- مایکل جان اسمیت (1945–1986). Died on the انفجار فضاپیمای چلنجر (اس‌تی‌اس-۵۱-ال).
- استیون اسمیت— اس‌تی‌اس-۶۸, اس‌تی‌اس-۸۲, اس‌تی‌اس-۱۰۳, اس‌تی‌اس-۱۱۰
- آناتولی سولوویف — Soyuz TM-5/4, Soyuz TM-9, Soyuz TM-15, اس‌تی‌اس-۷۱/Soyuz TM-21, Soyuz TM-26
- ولادیمیر سولویوف (فضانورد) — سایوز تی-۱۰/11, Soyuz T-15
- Aleksei Sorokin (1931–1976) — No flights. Voskhod 1 backup.[۴]
- شروود سی اسپرینگ — اس‌تی‌اس-۶۱-بی
- رابرت سی اسپرینگر — اس‌تی‌اس-۲۹, اس‌تی‌اس-۳۸
- توماس استافورد — جمینای ۶-آ, جمینای ۹-آ, آپولو ۱۰, پروژه آزمایشی آپولو–سایوز
- هایدماری استفانیشین-پایپر — اس‌تی‌اس-۱۱۵, اس‌تی‌اس-۱۲۶
- رابرت ال استوارت — اس‌تی‌اس-۴۱-بی, اس‌تی‌اس-۵۱-جی
- سوزان کلرین — اس‌تی‌اس-۸۳, اس‌تی‌اس-۹۴
- نیکول پاسونو استات — اس‌تی‌اس-۱۲۸, اس‌تی‌اس-۱۳۳
- Krasimir Stoyanov— No flights.
- گنادی استرکالوف (۱۹۴۰–۲۰۰۴) — Soyuz T-3, Soyuz T-8, Soyuz T-11/سایوز تی-۱۰, Soyuz TM-10, Soyuz TM-21/اس‌تی‌اس-۷۱
- فردریک دبلیو استورکو — اس‌تی‌اس-۸۸, اس‌تی‌اس-۱۰۵, اس‌تی‌اس-۱۱۷, اس‌تی‌اس-۱۲۸
- کاترین دی سولیوان, — اس‌تی‌اس-۴۱-جی, اس‌تی‌اس-۳۱, STS-45
- ماکسیم سورایف — Soyuz TMA-16, Soyuz TMA-13M
- استیون سوانسون — اس‌تی‌اس-۱۱۷, اس‌تی‌اس-۱۱۹
- جک اسویگرت (۱۹۳۱–۱۹۸۲) — آپولو ۱۳

## T
- آرنالدو تامایو مندز — Soyuz 38
- دنیل ام تنی — اس‌تی‌اس-۱۰۸, اس‌تی‌اس-۱۲۰/اس‌تی‌اس-۱۲۲
- جوزف آر تنر — اس‌تی‌اس-۶۶, اس‌تی‌اس-۸۲, اس‌تی‌اس-۹۷, اس‌تی‌اس-۱۱۵
- اوگنی تارلکین — Soyuz TMA-06M
- James M. Taylor (1930–1970) — No flights. Assigned to MOL project.
- والنتینا ترشکوا — وستوک ۶. First woman in space.
- نورمن تاگارد, M.D. — اس‌تی‌اس-۷, اس‌تی‌اس-۵۱-بی, اس‌تی‌اس-۳۰, اس‌تی‌اس-۴۲, Soyuz TM-21/اس‌تی‌اس-۷۱
- گرهارد تیله — اس‌تی‌اس-۹۹
- رابرت تریسک, M.D. — اس‌تی‌اس-۷۸, Soyuz TMA-15
- اندی توماس — اس‌تی‌اس-۷۷, اس‌تی‌اس-۸۹/اس‌تی‌اس-۹۱, اس‌تی‌اس-۱۰۲, اس‌تی‌اس-۱۱۴
- دونالد ای تامس — STS-65, اس‌تی‌اس-۷۰, اس‌تی‌اس-۸۳, اس‌تی‌اس-۹۴
- استیون تورن (فضانورد) (۱۹۵۳–۱۹۸۶) — No flights. Died before completing NASA astronaut training.
- کاترین تورنتون — اس‌تی‌اس-۳۳, اس‌تی‌اس-۴۹, اس‌تی‌اس-۶۱, اس‌تی‌اس-۷۳
- ویلیام ئی تارنتن, M.D. — اس‌تی‌اس-۸, اس‌تی‌اس-۵۱-بی
- پیر جی توئت — اس‌تی‌اس-۳۶, اس‌تی‌اس-۴۹, اس‌تی‌اس-۶۲
- گرمان تیتوف (۱۹۳۵–۲۰۰۰) — وستوک ۲
- ولادیمیر گئورگیویچ تیتوف — Soyuz T-8, Soyuz TM-4/6, اس‌تی‌اس-۶۳, اس‌تی‌اس-۸۶
- میشل تونینی, EAC — Soyuz TM-15/14, اس‌تی‌اس-۹۳
- والری توکارف — اس‌تی‌اس-۹۶, Soyuz TMA-7
- سرگئی ترشچوف — اس‌تی‌اس-۱۱۱/اس‌تی‌اس-۱۱۳
- یوجین اچ ترین — اس‌تی‌اس-۵۰
- ریچارد اچ ترولی — اس‌تی‌اس-۲, اس‌تی‌اس-۸
- بیارنی تریگواسون — اس‌تی‌اس-۸۵
- واسیلی تسیبلیف — Soyuz TM-17, Soyuz TM-25
- میخائیل تیورین — اس‌تی‌اس-۱۰۵/اس‌تی‌اس-۱۰۸, سایوز تی‌ام‌ای-۹, Soyuz TMA-11M

## U
- یوری اوساچوف — Soyuz TM-18, Soyuz TM-23, اس‌تی‌اس-۱۰۱, اس‌تی‌اس-۱۰۲/اس‌تی‌اس-۱۰۵
- یوری گاگارین   وستک  1

## V
- لودویک فن دین برگ — اس‌تی‌اس-۵۱-بی
- جیمز فن هوفتن — اس‌تی‌اس-۴۱-سی, اس‌تی‌اس-۵۱-آی
- ولادیمیر واسیوتین (۱۹۵۲–۲۰۰۲) — Soyuz T-14
- چارلز ال ویچ (۱۹۴۴–۱۹۹۵) — اس‌تی‌اس-۳۹, اس‌تی‌اس-۵۲
- فرانتس فیبوک — Soyuz TM-13/12
- الکساندر ویکتورنکو — Soyuz TM-3/2, Soyuz TM-8, Soyuz TM-14, Soyuz TM-20
- پاول وینوگرادف — Soyuz TM-26, Soyuz TMA-8
- تری دبلیو. ویرتز — اس‌تی‌اس-۱۳۰, Soyuz TMA-15M
- روبرتو ویتوری — Soyuz 34/33, Soyuz TMA-6/5, اس‌تی‌اس-۱۳۴
- ایگور وولک — Soyuz T-12
- الکساندر الکساندروویچ وولکوف — Soyuz T-14, سایوز تی‌ام-۷, Soyuz TM-13
- سرگئی ولکوف — سایوز تی‌ام‌ای-۱۲, Soyuz TMA-02M
- ولادیسلاف وولکوف (۱۹۳۵–۱۹۷۱) — Soyuz 7, سایوز ۱۱. Died on سایوز ۱۱.
- بوریس وولینوف — Soyuz 5, Soyuz 21
- جیمز اس واس — اس‌تی‌اس-۴۴, STS-53, اس‌تی‌اس-۶۹, اس‌تی‌اس-۱۰۱, اس‌تی‌اس-۱۰۲/اس‌تی‌اس-۱۰۵
- جنیس ئی واس (1956-2012) — STS-57, اس‌تی‌اس-۶۳, اس‌تی‌اس-۸۳, اس‌تی‌اس-۹۴, اس‌تی‌اس-۹۹

## W
- کوئیچی واکاتا — اس‌تی‌اس-۷۲, اس‌تی‌اس-۹۲, اس‌تی‌اس-۱۱۹/اس‌تی‌اس-۱۲۷, Soyuz TMA-11M
- رکس جی والهایم — اس‌تی‌اس-۱۱۰, اس‌تی‌اس-۱۲۲, اس‌تی‌اس-۱۳۵
- چارلز دی واکر — اس‌تی‌اس-۴۱-دی, اس‌تی‌اس-۵۱-دی, اس‌تی‌اس-۶۱-بی
- دیوید ام واکر (۱۹۴۴–۲۰۰۱) — اس‌تی‌اس-۵۱-ای, اس‌تی‌اس-۳۰, STS-53, اس‌تی‌اس-۶۹
- جوزف ای واکر (۱۹۲۱–۱۹۶۶) — نورث امریکن ایکس-۱۵ flights 77, 90, and 91.
- شانون واکر — Soyuz TMA-19
- اولریش والتر — اس‌تی‌اس-۵۵
- کارل ای والتس — STS-51, STS-65, اس‌تی‌اس-۷۹, اس‌تی‌اس-۱۰۸/اس‌تی‌اس-۱۱۱
- تیلور وانگ — اس‌تی‌اس-۵۱-بی
- وانگ یاپینگ — Shenzhou 10
- مری الن وبر — اس‌تی‌اس-۷۰, اس‌تی‌اس-۱۰۱
- پل جی وایتز — اسکای‌لب ۲, اس‌تی‌اس-۶
- جیم ودربی — اس‌تی‌اس-۳۲, اس‌تی‌اس-۵۲, اس‌تی‌اس-۶۳, اس‌تی‌اس-۸۶, اس‌تی‌اس-۱۰۲, اس‌تی‌اس-۱۱۳
- داگلاس اچ. ویلوک — اس‌تی‌اس-۱۲۰, Soyuz TMA-19
- ادوارد هیگینز وایت (۱۹۳۰–۱۹۶۷) — جمینای ۴. Died in the آپولو ۱ fire.
- پگی ویتسون — اس‌تی‌اس-۱۱۱/اس‌تی‌اس-۱۱۳, Soyuz TMA-11
- ترنس دبلیو ویلکات — اس‌تی‌اس-۶۸, اس‌تی‌اس-۷۹, اس‌تی‌اس-۸۹, اس‌تی‌اس-۱۰۶
- کلیفتن ویلیامز (۱۹۳۲–۱۹۶۷) — No flights. Died in a training accident.
- دفید ویلیامز, M.D. — اس‌تی‌اس-۹۰, اس‌تی‌اس-۱۱۸
- دونالد ئی ویلیامز — اس‌تی‌اس-۵۱-دی, اس‌تی‌اس-۳۴
- جفری ویلیامز — اس‌تی‌اس-۱۰۱, Soyuz TMA-8, Soyuz TMA-16
- سونیتا ویلیامز — اس‌تی‌اس-۱۱۶/اس‌تی‌اس-۱۱۷, Soyuz TMA-05M
- بری ئی. ویلمور – اس‌تی‌اس-۱۲۹, Soyuz TMA-14M
- استفانی ویلسون — اس‌تی‌اس-۱۲۱, اس‌تی‌اس-۱۲۰, اس‌تی‌اس-۱۳۱
- گئورگی آر. ویسمن – Soyuz TMA-13M
- پیتر ویزوف — STS-57, اس‌تی‌اس-۶۸, اس‌تی‌اس-۸۱, اس‌تی‌اس-۹۲
- دیوید ولف, M.D. — STS-58, اس‌تی‌اس-۸۶/اس‌تی‌اس-۸۹, اس‌تی‌اس-۱۱۲, اس‌تی‌اس-۱۲۷
- نیل وودوارد — No flights.
- آلفرد وردن — آپولو ۱۵

## Y
- نائوکو یامازاکی — اس‌تی‌اس-۱۳۱
- یانگ لیوه — Shenzhou 5
- بوریس یگوروف, M.D. (1937–1994) — Voskhod 1
- الکسی یلیسیف — Soyuz 5/سایوز-۴, Soyuz 8, سایوز ۱۰
- یی سو یئون — سایوز تی‌ام‌ای-۱۲/11
- جان یانگ — جمینای ۳, جمینای ۱۰, آپولو ۱۰, آپولو ۱۶, اس‌تی‌اس-۱, اس‌تی‌اس-۹
- کیمیا توی — No flights
- فیودور یورچیخین — اس‌تی‌اس-۱۱۲, Soyuz TMA-10, Soyuz TMA-19, Soyuz TMA-09M

## Z
- سرگئی زالیوتین – Soyuz TM-30, Soyuz TMA-1/TM-34
- جورج دی. زامکا — اس‌تی‌اس-۱۲۰, اس‌تی‌اس-۱۳۰
- ژای ژیگانگ — Shenzhou 7
- Zhang Xiaoguang — Shenzhou 10
- ویتالی ژولوبوف — Soyuz 21
- ویاچسلاف زادوف — Soyuz 23